# Ханин, Зеэв
Зеэв (Владимир Эммануилович) Ханин (ивр. זאב חנין‎; род. 1959, Запорожье) — израильский политолог, специалист по русскоязычной общине Израиля. Профессор университета имени Бар-Илана, ранее — профессор Ариэльского университета. Бывший главный учёный Министерства алии и интеграции Израиля, ответственный за ведомственную науку.

## Биография
Родился в 1959 году в городе Запорожье, Украинская ССР.
В 1981 году окончил отделение истории и английского языка Ярославского государственного педагогического института. В 1989 году окончил аспирантуру Института Африки АН СССР в Москве и защитил диссертацию по теме «Внутриполитическая борьба в Нигерии в 1979—1983 гг.».
В 1981—1992 годах преподавал в школах и высших учебных заведениях Запорожья, являлся главой научно-исследовательского центра при Запорожской областной администрации. В 1991 году проходил научную стажировку в Институте исследований России и СССР Оксфордского университета.
В 1992 году репатриировался в Израиль. Работал преподавателем и научным сотрудником в Тель-Авивском университете, Университете имени Бар-Илана в Рамат-Гане и Еврейском университете в Иерусалиме. С 2009 году преподавал на отделении политологии и политического регионоведения Ариэльского университета на Западном берегу реки Иордан, с 2013 года имеет учёное звание профессора.
Входил в состав бюро Всемирной ассоциации изучения Израиля. Являлся советником отдела образования Еврейского агентства. С 2009 года являлся главным учёным Министерства алии и интеграции Израиля, ответственным за ведомственную науку.
Сейчас является профессором политических наук и главой программы по изучению постсоветских конфликтов в Центре стратегических исследований Бегина-Садата в университете имени Бар-Илана.

## Отзывы
По мнению «Электронной еврейской энциклопедии», Ханин — «ведущий эксперт по социально-политическим процессам в израильской русскоязычной общине» и «один из наиболее активно работающих обществоведов Израиля, труды которого отличаются тщательным анализом материала и отсутствием идеологической ангажированности».